# Acantholimon subulatum
Acantholimon subulatum är en triftväxtart som beskrevs av Pierre Edmond Boissier. Acantholimon subulatum ingår i släktet Acantholimon och familjen triftväxter. Inga underarter finns listade i Catalogue of Life.